# بطارية الليمون
بطارية الليمون هي أداة تُستخدم في التجارب العلمية المقترحة في كثير من الكتب التعليمية في جميع أنحاء العالم. ويتم تكوينها عن طريق إدخال جسمين معدنيين مختلفين، مثل مسمار مجلفن وعملة نحاسية في ثمرة ليمون؛ حيث تعمل العملة النحاسية كقطب موجب أو كمهبط، بينما يعمل المسمار المجلفن كقطب سالب أو كمصعد لإنتاج الإلكترونات. ويعمل هذان الجسمان معًا كقطبين كهربائيين ينتج عنهما تفاعل كيميائي كهربائي يولد فرق جهد صغير.

## نظرة عامة

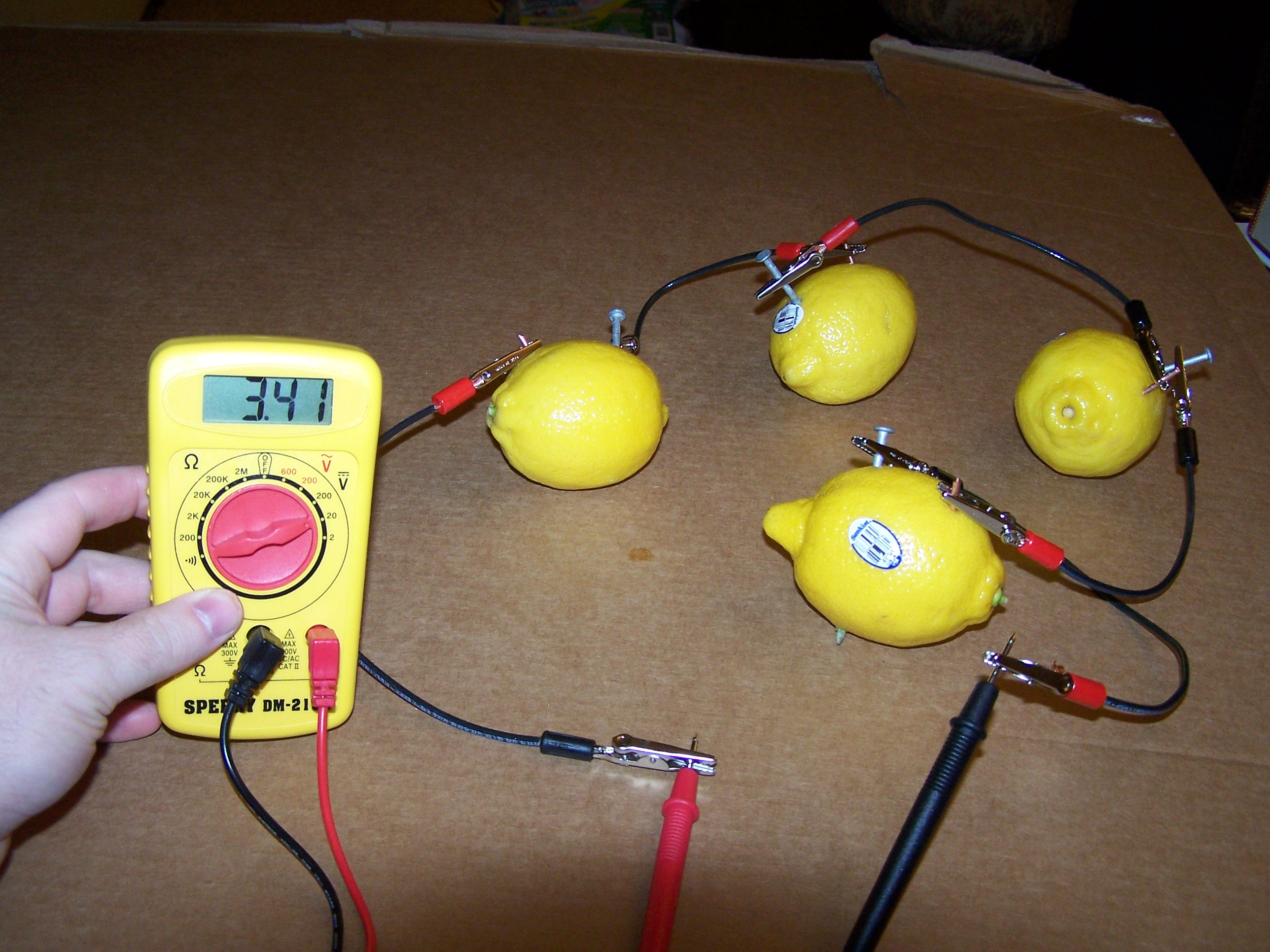
4 دائرة ليمون (فيديو تعلم كيف:)

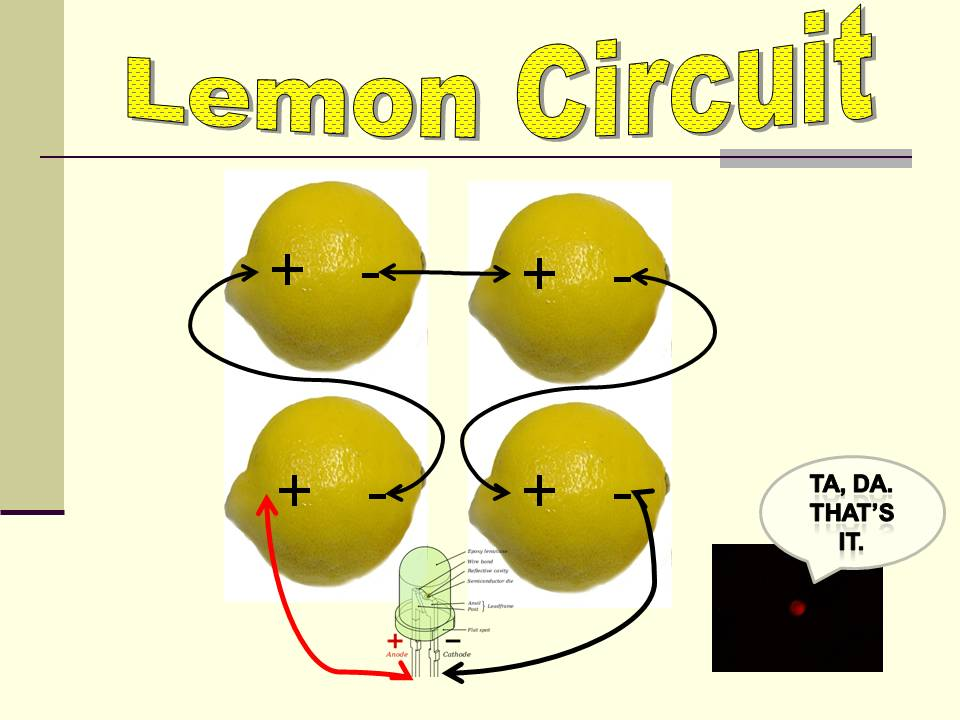
رسم توضيحي

تهدف هذه التجربة إلى توضيح طريقة تكوين البطاريات للطلاب. بعد تجميع البطارية، يمكن استخدام مقياس متعدد إلكتروني للتحقق من الجهد الكهربائي المتولد. ولإحداث تأثير أكثر وضوحًا، يمكن استخدام خلايا ليمون قليلة متصلة على التوالي لتشغيل صمّام ثنائي باعث للضوء قياسي أحمر اللون. وبصفة عامة، لا يتم استخدام المصابيح الوامضة نظرًا لأن بطارية الليمون لا يمكنها إنتاج كمية التيار اللازمة لإضاءة مثل هذه المصابيح. ويمكن أن تعمل الساعات الرقمية بشكلٍ جيد، كما تقدم بعض مصانع الألعاب معداتٍ صغيرة مزودة بساعة يمكن تشغيلها باستخدام ثمرتيّ بطاطس أو ليمون.
يتم تكوين بطارية خلايا الليمون باستخدام ليمونة وقطبين كهربائيين من معدنين مختلفين مثل عملة نحاسية أو طلاء نحاسي ومسمار مجلفن (مطلي بالزنك). ومن الناحية العملية، لا تستطيع خلية ليمون واحدة إضاءة مصباح متوهج أو حتى مصباح وامض. ولتشغيل مصباح PR-2 وامض، سيتطلب الأمر أكثر من 5000 ليمونة. انظر العمليات الحسابية.

## مصدر الطاقة
لا تتولد طاقة البطارية من ثمرة الليمون أو البطاطس، وإنما تنتج عن التغير الكيميائي في الزنك (أو أي معدن آخر)؛ حيث يتم أكسدة الزنك في الليمونة فتتبادل بعض إلكتروناته للوصول إلى حالة أقل طاقة وتقوم الطاقة المحررة بإحداث القدرة. ولا توفر ثمرة الليمون أو البطاطس سوى الوسط المناسب لحدوث ذلك، لكنهما لا دور لهما في العملية.
وفي التطبيقات الحالية، يتم إنتاج الزنك بواسطة الاستخلاص الكهربائي لكبريتات الزنك أو باختزال الزنك المتحد مع الكربون بواسطة التعدين الحراري. ومن هذا المصدر، تتولد الطاقة الناتجة.

## العمليات الحسابية
على افتراض استخدام قطبيّ زنك ونحاس (مثل عملة معدنية ومسمار مطلي بالزنك)، يمكن لليمونة أن تولد 0.9 فولت تقريبًا.
فعلى سبيل المثال، إذا وضعنا بعض الفرضيات حول حمضية الليمونة وحجم الأقطاب، فيمكن إحداث تيار بقدرة 0.0003 أمبير.
- وحدات الفولت × وحدات الأمبير = وحدات الواط ليمونة واحدة = 0.9 فولت × 0.0003 أمبير = 0.00027 واط
- مصباح وامض = 2.4 فولت × 0.5 أمبير = 1.2 واط، أو حوالي 5.000 ليمونة (3 مجموعات متوالية مكونة من 1700 ليمونة على التوازي)
- مصباح هالوجين = 12 فولت × 0.83 أمبير = 10 واط، أو حوالي 37.000 ليمونة (13 مجموعة متوالية مكونة من 2800 ليمونة على التوازي)
- صمّام ثنائي باعث للضوء أحمر اللون = 1.7 فولت × 0.0005 أمبير = 0.00085 واط، أو ثلاث ليمونات على التوالي

## التفاعلات
في بطارية الليمون، تحدث كل من عمليتيّ الأكسدة والاختزال. تأمل حالة بطارية من الزنك والنحاس؛ تشبه هذه البطارية «الخلايا الفولطية البسيطة» الأصلية التي اخترعها ألساندرو فولتا. في المِصعد، يتم أكسدة معدن الزنك ويدخل في المحلول الحمضي كأيونات Zn2+:
Zn → Zn2+ + 2 e-.
وفي مِهبط النحاس، يتم اختزال أيونات الهيدروجين (البروتونات المذابة من المحلول الحمضي) لتكوين هيدروجين جزيئي:
2H++ 2e- → H2.

## الاختلافات

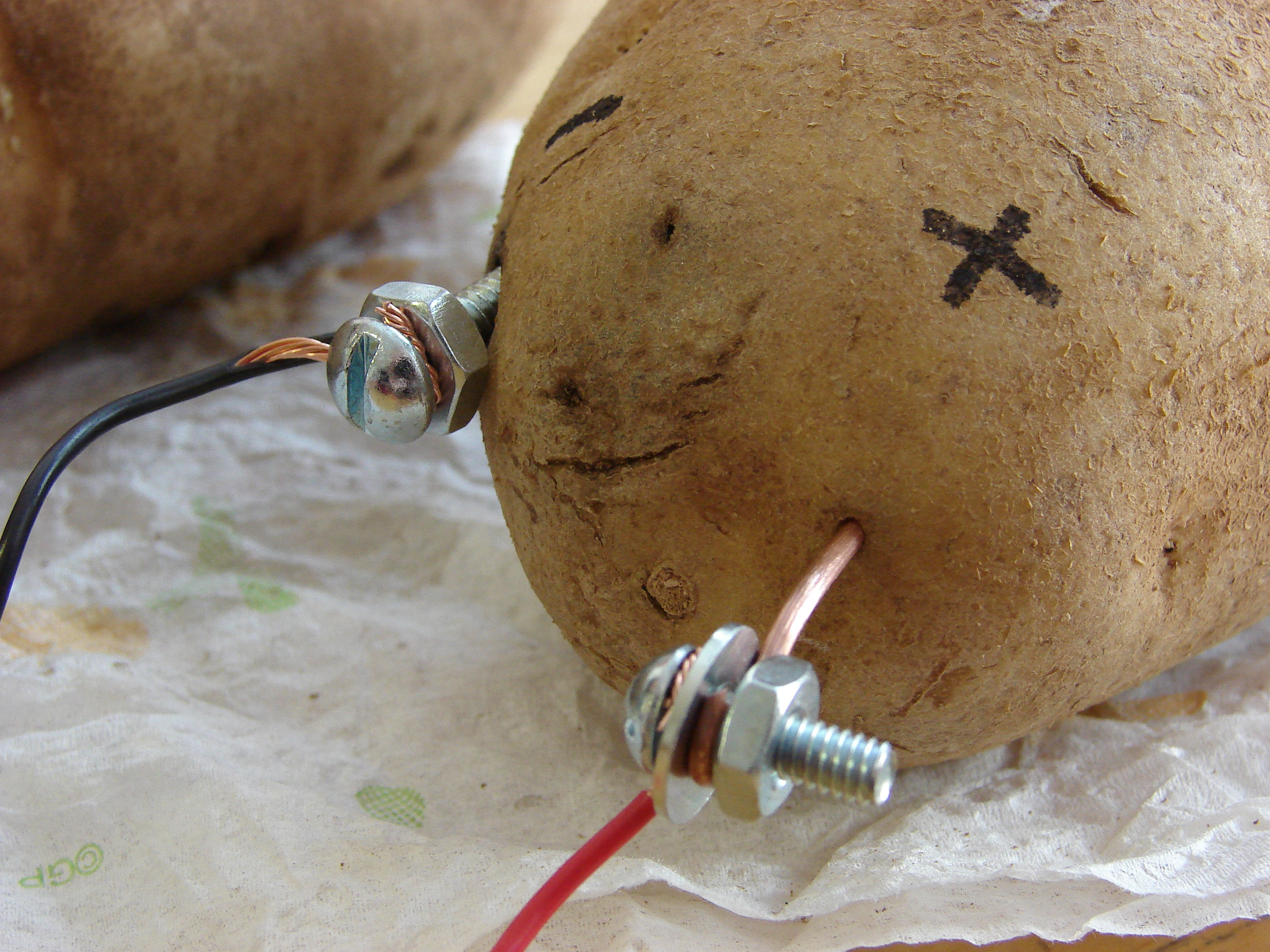
بطارية بطاطس مع أقطاب كهربائية من الزنك والنحاس

بطارية بطاطس بقطبين من النحاس والزنك
يمكن استخدام ثمار بطاطس  أو تفاح أو أي نوع آخر من الفاكهة أو الخضراوات يحتوي على حمض أو كهرل (إلكتروليت)، لكن يُفضل استخدام الليمون نظرًا لدرجة حموضته العالية. ففي البطاطس، على سبيل المثال، يكون الكهرل هو حمض الفسفوريك، بينما يكون في الليمون حمض الستريك. وتعد مركّبات معدنية أخرى غير قابلة للصدأ (مثل مركب المغنيسيوم والنحاس) أكثر فعالية؛ فعلى سبيل المثال، يعمل استخدام شريط المغنيسيوم بدلاً من الزنك على زيادة الجهد الكهربائي من 0.9 فولت مع الزنك إلى 1.3 فولت مع المغنيسيوم. ومع ذلك، يُفضل استخدام الزنك والنحاس في العادة لكونهما آمنين بدرجة معقولة فضلاً عن سهولة الحصول عليهما.

## وصلات خارجية
- فديو على اليوتيوب يوضح كيفية صنع بطارية الليمون على يوتيوب
- مدونة التقنية العلمية-صنع بطارية الليمون
- بطارية البطاطس
- فيديو بطارية البرتقال
- فيديو بطارية البطاطس